# Ankaratra franzi
Ankaratra franzi is een hooiwagen uit de familie Pettalidae. De wetenschappelijke naam van Ankaratra franzi gaat terug op Shear & Gruber.